# 애슐리 매더퀴
애슐리 매더퀴(영어: Ashley Madekwe 애슐리 머데퀘이[*], 영어 발음: /məˈdɛkweɪ/, 1981년 12월 6일 ~ )는 잉글랜드의 배우이다.

## 출연 작품
- 카운티 라인스 (2019)
- 빅팀 (2011)
- 하우 투 루즈 프렌즈 (2008)
- 카산드라 드림 (2007)
- 런던 콜걸, 벨 (2007)
- 프라임 서스펙트 (2006)
- 비너스 (2006)
- 티처스 (2001)

### 텔레비전
- 리벤지 (2011-13)
- 세일럼 (2014-17)